# Patrick Buchan-Hepburn
Patrick George Thomas Buchan-Hepburn (2 avril 1901 - 5 novembre 1974) est un homme politique conservateur britannique et le seul gouverneur général de l'éphémère Fédération des Indes occidentales (1958–1962).

## Biographie
Il est le plus jeune fils de Sir Archibald Buchan-Hepburn, 4e baronnet et de son épouse Edith Agnes Karslake. Il fait ses études à Harrow et au Trinity College, Cambridge.
Il est secrétaire personnel de Winston Churchill et conseiller du comté de Londres. Après s'être présenté sans succès pour l'élection en tant que député de Wolverhampton East aux élections générales de 1929, il devient député de East Toxteth à Liverpool à la suite d'une élection partielle en février 1931,. En 1939, il est nommé whip parlementaire du Parti conservateur et lords du Trésor. Pendant la Seconde Guerre mondiale, il sert dans l'armée.
De retour à la politique en 1945, Buchan-Hepburn devient whip adjoint puis, en 1948, whip en chef. Il est élu député pour la circonscription nouvellement créée de Beckenham dans le Kent après que sa circonscription East Toxteth ait été redécoupée avant l'élection générale de 1950. De 1951 à 1955, il est whip en chef du gouvernement et secrétaire parlementaire du Trésor. En 1957, il est élevé à la Pairie en tant que baron Hailes de Prestonkirk dans le comté d'East Lothian. Lord Hailes est nommé chevalier grand-croix de l'ordre de l'Empire britannique en septembre 1957.
Lorsque, en 1958, la Fédération des Antilles est formée en réponse aux plaintes contre le colonialisme britannique dans les Caraïbes, Lord Hailes est nommé premier gouverneur général de la Fédération et s'installe à Port-d'Espagne sur l'île de la Trinité. Quatre ans plus tard, le nouvel État est dissous et il retourne en Angleterre, où il est président du Historic Buildings Council (un prédécesseur de English Heritage, officiellement connu sous le nom de Historic Buildings and Monuments Commission for England).
Lors de la cérémonie des honneurs d'anniversaire de 1962, Lord Hailes est nommé compagnon d'honneur.
Il épouse Diana Mary, fille du brigadier-général l'hon. Charles Lambton et veuve de guerre du major William Hedworth Williamson, en 1945. Ils n'ont pas d'enfants. Il est le beau-père du fils de Diana, Sir Nicholas Frederick Hedworth Williamson, 11e baronnet.
Buchan-Hepburn meurt en novembre 1974, âgé de 73 ans, d'où l'extinction de sa baronnie.